# FC Hellas Marpingen
Der FC Hellas Marpingen ist ein Sportverein aus der saarländischen Gemeinde Marpingen. Bekannt wurde der am 1. Oktober 1919 gegründete Verein durch seine Fußballabteilung. Die erste Frauenmannschaft wurde 1978 deutscher Vizemeister, während die erste Herrenmannschaft über viele Jahre in der höchsten saarländischen Amateurliga spielte.

## Frauenfußball
Im Jahre 1975 qualifizierten sich die Hellas-Frauen erstmals für die Endrunde um die Deutsche Meisterschaft, scheiterten jedoch schon in der Vorrunde der Gruppe 4 am FC Bayern München. Zwei Jahre später scheiterte die Mannschaft im Achtelfinale mit 4:5 nach Hin- und Rückspiel am SC 07 Bad Neuenahr.
Der größte Erfolg der Vereinsgeschichte datiert aus dem Jahr 1978. Nach Siegen über die TSV Wulsdorf, dem  FC Bayern München und Kickers Offenbach erreichte der FC Hellas Marpingen als erster und einziger saarländischer Verein das Endspiel um die Deutsche Meisterschaft. Das Hinspiel gegen den SC 07 Bad Neuenahr wurde mit 0:2 verloren. Im Rückspiel in Eppelborn gingen die Marpingerinnen durch ein Eigentor von Christel Schreiber in der 20. Minute mit 1:0 in Führung. Fünf Minuten später scheiterte Christel Schikofsky mit einem Foulelfmeter an Bad Neuenahrs Torhüterin Maria Breuer. 
Noch zweimal qualifizierten sich die Hellas-Frauen als Saarlandmeister für die Endrunde um die Deutsche Meisterschaft, scheiterten jedoch beide Male bereits in der ersten Runde. Danach konnte die Mannschaft sportlich nicht mehr in der Spitze mithalten. Heute stellt der FC Hellas keine Frauenmannschaft.

## Männerfußball
Die Männer des FC Hellas Marpingen gehörten in der Nachkriegszeit für viele Jahre der Amateurliga Saarland an. Außer der einjährigen Zugehörigkeit zur Ehrenliga Saarland 1948/49, konnte sich die Mannschaft ab 1951 zwölf Jahre lang in der Liga etablieren. 1954 wurden die Marpinger mit einem Punkt Rückstand auf den SV Ludweiler-Warndt Vizemeister, in den Jahren 1957 und 1958 konnten dritte Plätze errungen werden. 1963 folgte der Abstieg aus der Amateurliga. Nachdem die Mannschaft im Jahr 1971 auf die Kreisebene verschwand, stellten sich Ende der 1970er Jahre neue Erfolge ein. Durch zwei Aufstiege in Folge stieg die Männermannschaft 1979 in die Landesliga auf, bevor 1986 die Rückkehr in die Verbandsliga Saarland gefeiert werden konnte. Zwölf Jahre lang wurde die Klasse gehalten, in denen die Mannschaft zumeist gegen den Abstieg kämpfte. Nach weiteren Spielzeiten in der Verbandsliga (von 2006 bis 2008 sowie von 2013 bis 2015) spielt der FC Hellas Marpingen seit der Saison 2017/18 in der siebtklassigen Verbandsliga Nord/Ost.

## Persönlichkeiten
- Rudi Dörrenbächer
- Erwin Glod
- Erich Leist